# You’re Nobody ’til Somebody Loves You
«You’re Nobody 'til Somebody Loves You» — второй сингл британского певца Джеймса Артура с его первого студийного альбома James Arthur. Сингл вышел в продажу 20 октября 2013 года в цифровом формате на лейбле Syco Music. Песня достигла второго места в британском хит-параде UK Singles Chart.

## История
Выступая на радио Capital FM с рассказом об этой песне, Артур сказал: «Один из тех больших, поднимающих гимнов. Остальная часть альбома довольно разнообразна.». Дебют песни состоялся в радиоэфире Capital FM 9 сентября 2013 года.
Песня получила положительные отзывы музыкальных критиков и интернет-изданий: Metro, Digital Spy.
Официальное музыкальное видео было поставлено режиссёром Emil Nava и загружено на канал YouTube 19 сентября 2013.

## Список композиций
| №  | Название                                            | Длительность |
| -- | --------------------------------------------------- | ------------ |
| 1. | «You're Nobody 'til Someobody Loves You»            | 3:23         |
| 2. | «Wrecking Ball» (живое исполнение на Radio Hamburg) | 3:48         |

| №  | Название                                                                       | Длительность |
| -- | ------------------------------------------------------------------------------ | ------------ |
| 1. | «You're Nobody 'til Somebody Love You» (Benga & LAXX Remix)                    | 3:23         |
| 2. | «You're Nobody 'til Somebody Love You» (Raf Riley Remix) (при участии Lunar C) | 4:05         |
| 3. | «You're Nobody 'til Somebody Love You» (Starkillers Radio Edit)                | 3:42         |
| 4. | «You're Nobody 'til Somebody Love You» (DJ Joachim Remix)                      | 5:33         |

## Чарты и сертификация
| Чарт (2013–14)                             | Лучшая позиция |
| ------------------------------------------ | -------------- |
| Австралия (ARIA)                           | 22             |
| Австрия (Ö3 Austria Top 40)                | 55             |
| Бельгия/Фландрия (Ultratip Bubbling Under) | 28             |
| Бельгия/Валлония (Ultratip Bubbling Under) | 36             |
| Чехия (Rádio — Top 100)                    | 39             |
| Европа (Billboard Euro Digital Song Sales) | 7              |
| Франция (SNEP)                             | 158            |
| Германия (GfK)                             | 54             |
| Венгрия (Rádiós Top 40)                    | 5              |
| Ирландия (IRMA)                            | 12             |
| Новая Зеландия (Recorded Music NZ)         | 17             |
| Шотландия (OCC Scotland)                   | 3              |
| Словакия (Rádio — Top 100)                 | 35             |
| Швейцария (Schweizer Hitparade)            | 38             |
| Великобритания (OCC UK Singles)            | 2              |

| Чарт (2013)                          | Позиция |
| ------------------------------------ | ------- |
| Hungarian Airplay Chart              | 66      |
| UK Singles (Official Charts Company) | 121     |

| Регион                                                                      | Сертификация | Продажи |
| --------------------------------------------------------------------------- | ------------ | ------- |
| Великобритания (BPI)                                                        | Серебряный   | 212 538 |
| Данные о продажах + прослушиваниях приведены только на основе сертификации. |              |         |

## Хронология издания
| Страна         | Дата            | Формат               | Лейбл |
| -------------- | --------------- | -------------------- | ----- |
| Великобритания | 9 сентября 2013 | Радиопремьера        | Syco  |
| Австралия      | 11 октября 2013 | цифровая дистрибуция | Syco  |
| Новая Зеландия | 11 октября 2013 | цифровая дистрибуция | Syco  |
| Ирландия       | 18 October 2013 | цифровая дистрибуция | Syco  |
| Великобритания | 20 October 2013 | цифровая дистрибуция | Syco  |